# NK Istra
NK Istra (chorw. Nogometni klub Istra) – chorwacki klub piłkarski, mający siedzibę w mieście Pula, na zachodzie kraju. Obecnie występuje w 1. ŽNL Istarska.

## Historia
Chronologia nazw:
- 1947: NK Pula
- 1950: NK Proleter (Pula)
- 1951: NK Pula
- 1961: NK Istra – po fuzji z NK Uljanik (Pula)
- 2007: HNK Istra

Klub NK Pula został założony w miejscowości Pula w 1947 roku. W sezonie 1948/49 zespół startował w Hrvatska nogometna liga, w której zajął 9.miejsce. W następnym sezonie 1950 występował z nazwą NK Proleter (Pula), ale po roku wrócił do poprzedniej nazwy. W 1952 roku po reorganizacji systemu lig został zakwalifikowany do drugoligowej grupy Rijeka, ale potem znów spadł do niższych lig. W 1961 roku klub połączył się z miejscowym rywalem NK Uljanik (Pula) i przyjął nazwę NK Istra. W sezonie 1961/62 zwyciężył w Nogometnej zonie Rijeka-Pula i zdobył awans do dwu-grupowej Drugiej saveznej ligi, w której grał do 1967. Potem jeszcze występował na zapleczu ligi jugosłowiańskiej w sezonie 1968/69, 1971/72, 1972/73 i 1979/80. W ostatnim sezonie 1990/91 w mistrzostwach Jugosławii zmagał się na czwartym szczeblu w Hrvatskiej nogometnej lidze, a rozgrywki zakończył na 4.pozycji w grupie Zapad.
Po odzyskaniu przez Chorwację niepodległości, w 1992 roku startował w 1. HNL, w której zajął 7.miejsce. W sezonie 1996/1997 uplasował się na 15.pozycji w grupie A pierwszej ligi i spadł do 2. HNL. Po dwóch latach w 1999 po zajęciu drugiego miejsca powrócił do pierwszej ligi. Sezon 1999/2000 zakończył na 12.pozycji i został zdegradowany z powrotem do drugiej ligi. W 2003 spadł do 3. HNL, a w 2010 do 4. HNL. Od sezonu 2014/15 występuje w regionalnej 1. ŽNL Istarska (5.poziom).

## Barwy klubowe, strój
| Zielony | Żółty |

Klub ma barwy zielono-żółte. Zawodnicy domowe spotkania zazwyczaj grają w żółtych koszulkach, zielonych spodenkach oraz żółtych getrach.

## Sukcesy

### Trofea międzynarodowe
Nie uczestniczył w rozgrywkach europejskich (stan na 31-05-2019).

### Trofea krajowe
| \| \| Zdobyte trofea w rozgrywkach Chorwacji (stan na: 31-05-2019) \| |                                                              |      |                          |
| Rozgrywki                                                             | Osiągnięcie                                                  | Razy | Sezon(y)                 |
| Mistrzostwo                                                           | I miejsce                                                    | 0    |                          |
| Mistrzostwo                                                           | II miejsce                                                   | 0    |                          |
| Mistrzostwo                                                           | III miejsce                                                  | 0    |                          |
| Mistrzostwo                                                           | 7.miejsce                                                    | 1    | 1992                     |
| Puchar                                                                | zdobywca                                                     | 0    |                          |
| Puchar                                                                | finalista                                                    | 0    |                          |
| Puchar                                                                | 1/8 finału                                                   | 2    | 1992/93, 1993/94         |
| II liga                                                               | I miejsce                                                    | 1    | 2001/02(Jug)             |
| II liga                                                               | II miejsce                                                   | 2    | 1997/98 (Zapad), 1998/99 |
| II liga                                                               | III miejsce                                                  | 0    |                          |
| Chorwacja                                                             | Zdobyte trofea w rozgrywkach Chorwacji (stan na: 31-05-2019) |      |                          |

- Treća HNL (D3):
  - mistrz (1x): 2004/05 (gr. Zapad)
  - wicemistrz (1x): 2003/04 (gr. Zapad)
  - 3.miejsce (1x): 2005/06 (gr. Zapad)

Jugosławia
| \| \| Zdobyte trofea w rozgrywkach Jugosławii (stan na: 31-12-1991) \| |                                                               |      |                        |
| Rozgrywki                                                              | Osiągnięcie                                                   | Razy | Sezon(y)               |
| Mistrzostwo                                                            | I miejsce                                                     | 0    |                        |
| Mistrzostwo                                                            | II miejsce                                                    | 0    |                        |
| Mistrzostwo                                                            | III miejsce                                                   | 0    |                        |
| Puchar                                                                 | zdobywca                                                      | 0    |                        |
| Puchar                                                                 | finalista                                                     | 0    |                        |
| Puchar                                                                 | 1/8 finału                                                    | 3    | 1951, 1975/76, 1978/79 |
| II liga                                                                | I miejsce                                                     | 0    |                        |
| II liga                                                                | II miejsce                                                    | 0    |                        |
| II liga                                                                | III miejsce                                                   | 1    | 1952 (gr. Rijeka)      |
| II liga                                                                | 6.miejsce                                                     | 1    | 1971/72 (gr. Zapad)    |
|                                                                        | Zdobyte trofea w rozgrywkach Jugosławii (stan na: 31-12-1991) |      |                        |

- Hrvatska nogometna liga (D3):
  - mistrz (6x): 1961/62 (Rijeka-Pula), 1970/71 (Rijeka-Pula), 1978/79 (Jug), 1985/86 (Zapad), 1986/87 (Zapad), 1988/89 (Zapad)
  - wicemistrz (6x): 1967/68 (Rijeka-Pula), 1969/70 (Rijeka-Pula), 1977/78 (Jug), 1983/84 (Zapad), 1984/85 (Zapad), 1989/90 (Zapad)
  - 3.miejsce (2x): 1959/60 (Rijeka-Pula), 1960/61 (Rijeka-Pula)

## Poszczególne sezony
Jugosławia
Chorwacja

### Rozgrywki międzynarodowe
Nie rozgrywał meczów międzynarodowych.

### Rozgrywki krajowe
Chorwacja
| \| Chorwacja \| Bilans występów klubu w rozgrywkach piłkarskich Chorwacji (Stan na 31 maja 2019 r.) \| \| |                                                                                     |        |       |   |   |   |    |    |     |                      |        |        |      |
| Poziom | Rozgrywki                                                                           | Sezony | Mecze | Z | R | P | B+ | B– | Pkt | Lata                 | Awanse | Spadki | Naj. |
| I | 1. HNL                                                                              | 1      |       |   |   |   |    |    |     | 1992–1997, 1999/00   | 0      | 2      | 7    |
| II | 2. HNL                                                                              | 5      |       |   |   |   |    |    |     | 1997–1999, 2000–2003 | 1      | 1      | 1    |
| III | 3. HNL                                                                              | 7      |       |   |   |   |    |    |     | 2003–2010            | 1      | 0      | 1    |
| IV | 4. HNL/MŽNL NS Rijeka                                                               |        |       |   |   |   |    |    |     | 2010–2012, 2013/14   | 0      | 2      | 6    |
| V | 1. ŽNL Istarska                                                                     |        |       |   |   |   |    |    |     | 2012/13, od 2014     | 1      | 0      | 1    |
| | Puchar Chorwacji                                                                    | 10     |       |   |   |   |    |    |     | od 1992              | 0      | 0      | 1/8  |
| Chorwacja                                                                                                 | Bilans występów klubu w rozgrywkach piłkarskich Chorwacji (Stan na 31 maja 2019 r.) |        |       |   |   |   |    |    |     |                      |        |        |      |

Jugosławia
| \| \| Bilans występów klubu w rozgrywkach piłkarskich Jugosławii (Stan na 31 grudnia 1991 r.) \| |                                                                                         |        |       |   |   |   |    |    |     |                                                                |        |        |      |
| Poziom                                                                                           | Rozgrywki                                                                               | Sezony | Mecze | Z | R | P | B+ | B– | Pkt | Lata                                                           | Awanse | Spadki | Naj. |
| I                                                                                                | 1. savezna liga                                                                         | 0      |       |   |   |   |    |    |     |                                                                | 0      | 0      |      |
| II                                                                                               | 2. savezna liga                                                                         | 10     |       |   |   |   |    |    |     | 1952, 1962–1967, 1968/69, 1971–1973, 1979/80                   | 0      | 5      | 3    |
| III                                                                                              | Hrvatska nogometna liga/Jedinstvena HNL                                                 | 30     |       |   |   |   |    |    |     | 1948–1951, 1952–1962, 1967/68, 1969–1971, 1973–1979, 1980–1988 | 5      | 1      | 1    |
| IV                                                                                               | Hrvatska nogometna liga                                                                 | 3      |       |   |   |   |    |    |     | 1988–1991                                                      | 0      | 0      | 1    |
|                                                                                                  | Puchar Jugosławii                                                                       | 6      |       |   |   |   |    |    |     | 1950–1982                                                      | 0      | 0      | 1/8  |
|                                                                                                  | Bilans występów klubu w rozgrywkach piłkarskich Jugosławii (Stan na 31 grudnia 1991 r.) |        |       |   |   |   |    |    |     |                                                                |        |        |      |

## Struktura klubu

### Stadion
Klub piłkarski rozgrywa swoje mecze domowe na stadionie im. Aldo Drosiny w Puli, który może pomieścić 9000 widzów.

## Kibice i rywalizacja z innymi klubami

### Rywalizacja
Największymi rywalami klubu są inne zespoły z miasta oraz okolic.

### Derby
- NK Istra 1961